# 丙烯酸丁酯
丙烯酸丁酯（英語：Butyl acrylate），无色液体。相对密度0.8988（20°C）。沸点146-148°C；69°C（6.7kPa）。闪点49°C（闭杯）。折射率1.4185（20°C）。几乎不溶于水，溶于乙醇、乙醚、丙酮。溶解度（水）0.14g/100ml（20°C）。毒性同丙烯酸甲酯相近。刺激皮肤和眼部。由丙烯酸和正丁醇在硫酸存在下，酯化而得，经中和、水洗、脱醇、精馏得成品。用作聚合物单体、纸张和皮革处理剂。

## 腳注
1. 1 2 3 4  Record of CAS RN 141-32-2 in the GESTIS Substance Database from the IFA
2. ↑  David R. Lide (Hrsg.): CRC Handbook of Chemistry and Physics. 90. Auflage. (Internet-Version: 2010), CRC Press/Taylor and Francis, Boca Raton, FL, Physical Constants of Organic Compounds, S. 3-76.